# Grupo de inversión en activos inmobiliarios
Un grupo de inversión en activos inmobiliarios (en inglés real estate investment trust), en España y Francia conocido como sociedad anónima cotizada de inversión en el mercado inmobiliario (socimi), es una sociedad de inversión que es dueña de activos inmobiliarios y cuyos ingresos proceden fundamentalmente de los alquileres de los mismos. Cotizan en bolsa y tienen que repartir dividendos todos los años.

## Introducción
En 1960 nacen en Estados Unidos los REIT, con el objetivo de que las inversiones a gran escala en bienes inmuebles fueran accesibles también a los pequeños inversores. La fórmula escogida consistía en equiparar la inversión en productos inmobiliarios a la inversión en cualquier otra industria; es decir, a través de la compra de valores. Por esta razón, aunque no están obligados, la mayor parte de los REIT son sociedades que cotizan en Bolsa de valores. 
Los REIT, que han aportado un gran dinamismo a los fondos inmobiliarios internacionales, ofrecen una exposición directa al mercado inmobiliario, con un alto grado de liquidez y transparencia. 
El hecho de poder invertir internacionalmente (a excepción de los REIT de Bélgica y Hong Kong) genera multitud de oportunidades como son la ampliación del alcance de identificación y captura de oportunidades inmobiliarias globales, la diversificación del riesgo a través de la adecuada elección de mercados poco correlacionados y la estabilización del ciclo inmobiliario al tener inversiones en diferentes estados del ciclo.

## Características
- Los REIT ofrecen, por lo general, una inversión de bajo riesgo y una compensación atractiva.
- La correlación de las ganancias de los REIT y otras inversiones ha descendido en los últimos 30 años...[¿cuándo?]
- Los REIT pueden aumentar ganancias y/o reducir riesgos cuando se añaden a una cartera diversificada de varias acciones.
- Disfrutan de ventajas fiscales con respecto a las inmobiliarias tradicionales.[4]
- Reparten casi todos sus dividendos de forma consistente.

## Implantación a nivel mundial
En los años 70 entraron en Holanda y Australia. Hoy están en España, Francia, Bélgica, Canadá, Brasil, Turquía, Singapur, Japón, México, Malasia, Israel, Taiwán, Corea, Reino Unido, Hong Kong, Alemania y Colombia. En Italia se espera su aprobación para finales de 2007, mientras que Finlandia ya está estudiando cómo implementarlos.

### En España
En España, las socimis se regulan según la ley 11/2009.
España es el segundo país del mundo con más socimis, con un total de 106 según el estudio de Armanext, de las cuales 95 cotizan en el mercado BME Groth y 27 en el Euronext Acces, destinado a empresas más pequeñas. A estas hay que sumas las 4 socimi más grandes que ya cotizan en Ibex y en el Mercado Continuo.Hernández, Luis Ángel (30 de septiembre de 2022). «Las socimi en España: qué son, ranking de socimis y análisis de la situación actual». Rankia. Consultado el 21 de diciembre de 2022.
Algunas de las socimis más destacadas de España son:
| Nombre                          | Capitalización (millones de euros) | Tipos de activos               |
| ------------------------------- | ---------------------------------- | ------------------------------ |
| Merlin Properties               | 4197                               | Oficinas y locales comerciales |
| General de Galerías Comerciales | 3660                               | Locales comerciales            |
| Inmobiliaria Colonial           | 3011                               | Oficinas                       |
| GMP Property                    | 1070                               | Varios                         |
| Vivenlo Residencial             | 942                                | Viviendas                      |
| Testa Residencial               | 806                                | Viviendas                      |
| Lar España                      | 386                                | Locales comerciales            |
| Árima                           | 277                                | Oficinas                       |